# Anișoara Sorohan
Anișoara Sorohan, férjezett neve Anișoara Minea (Szépvásár, 1963. február 9. –) olimpiai bajnok román evezős.

## Pályafutása
A Steaua București versenyzője volt. Nemzetközi sikereit négypárevezősben ért el. Az 1984-es Los Angeles-i olimpián arany-, az 1988-as szöulin bronzérmes lett társaival. 1985-ben világbajnoki bronz-, 1986-ban ezüstérmet szerzett.

## Sikerei, díjai
- Olimpiai játékok – négypárevezős
  - aranyérmes: 1984, Los Angeles
  - bronzérmes: 1988, Szöul
- Világbajnokság – négypárevezős
  - ezüstérmes: 1986
  - bronzérmes: 1985